# جکانگستوو
جکانگستوو (به لهستانی:  Dziekaństwo) یک روستا در لهستان است که در گمینا کومپراخچیتسه واقع شده‌است.